# Sarah (film 1981)
Sarah è un cortometraggio del 1981, scritto e diretto da Spike Lee.
È stato girato in 16 mm e narra di una disastrosa riunione di una famiglia di Harlem, per il giorno del Ringraziamento. Il corto è stato dedicato da Spike Lee alla nonna materna, Zimmie Shelton.
Nei titoli di testa c'è una breve sequenza dove si vede un uomo che conduce un mulo e cammina stancamente. Sopra l'immagine compare il nome di una casa di produzione: la 40 Acres & a Mule Filmworks, che sarà fondata da Spike Lee nel 1984.